# Championnats de France de patinage artistique 2026
 (mai 2025).
Motif : Tentative de sourçage en mai 2025. Aucune source sur l'événement qui n'est pas repris dans les calendriers 2025/2026 non plus. Probable que cela évolue, d'où l'admissibilité "à vérifier". En l'état, boule de cristal.
- Archive Wikiwix
- Bing
- Cairn
- DuckDuckGo
- E. Universalis
- Gallica
- Google
- G. Books
- G. News
- G. Scholar
- Persée
- Qwant
- (zh) Baidu
- (ru) Yandex
- (wd) trouver des œuvres sur Wikidata

| 1. | Préciser le motif de la pose du bandeau. | Précisez le motif de la pose du bandeau en utilisant la syntaxe suivante : {{admissibilité à vérifier\|date=mai 2025\|motif=remplacez ce texte par le motif}}                                                           |
| 2. | Informer les utilisateurs concernés.     | Pensez à avertir le créateur de l'article, par exemple, en insérant le code ci-dessous sur sa page de discussion : {{subst:avertissement admissibilité à vérifier\|Championnats de France de patinage artistique 2026}} |

Navigation
Championnats de France 2025 Championnats de France 2027
Les championnats de France de patinage artistique 2026 ont lieu du 18 au 20 décembre 2025.
Les championnats accueillent le patinage artistique, la danse sur glace et le patinage synchronisé.

## Faits marquants
(évènement à venir)

## Podiums
| Épreuves                                 | Or            | Argent            | Bronze             |
| Messieurs résultats détaillés            | Médaille d'or | Médaille d'argent | Médaille de bronze |
| Dames résultats détaillés                | Médaille d'or | Médaille d'argent | Médaille de bronze |
| Couples résultats détaillés              | Médaille d'or | Médaille d'argent | Médaille de bronze |
| Danse sur glace résultats détaillés      | Médaille d'or | Médaille d'argent | Médaille de bronze |
| Patinage Synchronisé résultats détaillés | Médaille d'or | Médaille d'argent | Médaille de bronze |

## Résultats

### Messieurs
| Rang | Nom | Points | Programme court | Programme court | Programme libre | Programme libre |
| ---- | --- | ------ | --------------- | --------------- | --------------- | --------------- |
| 1    |     |        |                 |                 |                 |                 |
| 2    |     |        |                 |                 |                 |                 |
| 3    |     |        |                 |                 |                 |                 |
| ...  |     |        |                 |                 |                 |                 |

### Dames
| Rang | Nom | Points | Programme court | Programme court | Programme libre | Programme libre |
| ---- | --- | ------ | --------------- | --------------- | --------------- | --------------- |
| 1    |     |        |                 |                 |                 |                 |
| 2    |     |        |                 |                 |                 |                 |
| 3    |     |        |                 |                 |                 |                 |
| ...  |     |        |                 |                 |                 |                 |

### Couples
| Rang | Nom | Points | Programme court | Programme court | Programme libre | Programme libre |
| ---- | --- | ------ | --------------- | --------------- | --------------- | --------------- |
| 1    |     |        |                 |                 |                 |                 |
| 2    |     |        |                 |                 |                 |                 |
| 3    |     |        |                 |                 |                 |                 |
| ...  |     |        |                 |                 |                 |                 |

### Danse sur glace
| Rang | Nom | Points | Danse rythmique | Danse rythmique | Danse libre | Danse libre |
| ---- | --- | ------ | --------------- | --------------- | ----------- | ----------- |
| 1    |     |        |                 |                 |             |             |
| 2    |     |        |                 |                 |             |             |
| 3    |     |        |                 |                 |             |             |
| ...  |     |        |                 |                 |             |             |

### Patinage Synchronisé
| Rang | Nom | Points | Programme court | Programme court | Programme libre | Programme libre |
| ---- | --- | ------ | --------------- | --------------- | --------------- | --------------- |
| 1    |     |        |                 |                 |                 |                 |
| 2    |     |        |                 |                 |                 |                 |
| 3    |     |        |                 |                 |                 |                 |
| ...  |     |        |                 |                 |                 |                 |

## Source
(évènement à venir)